# Faseta

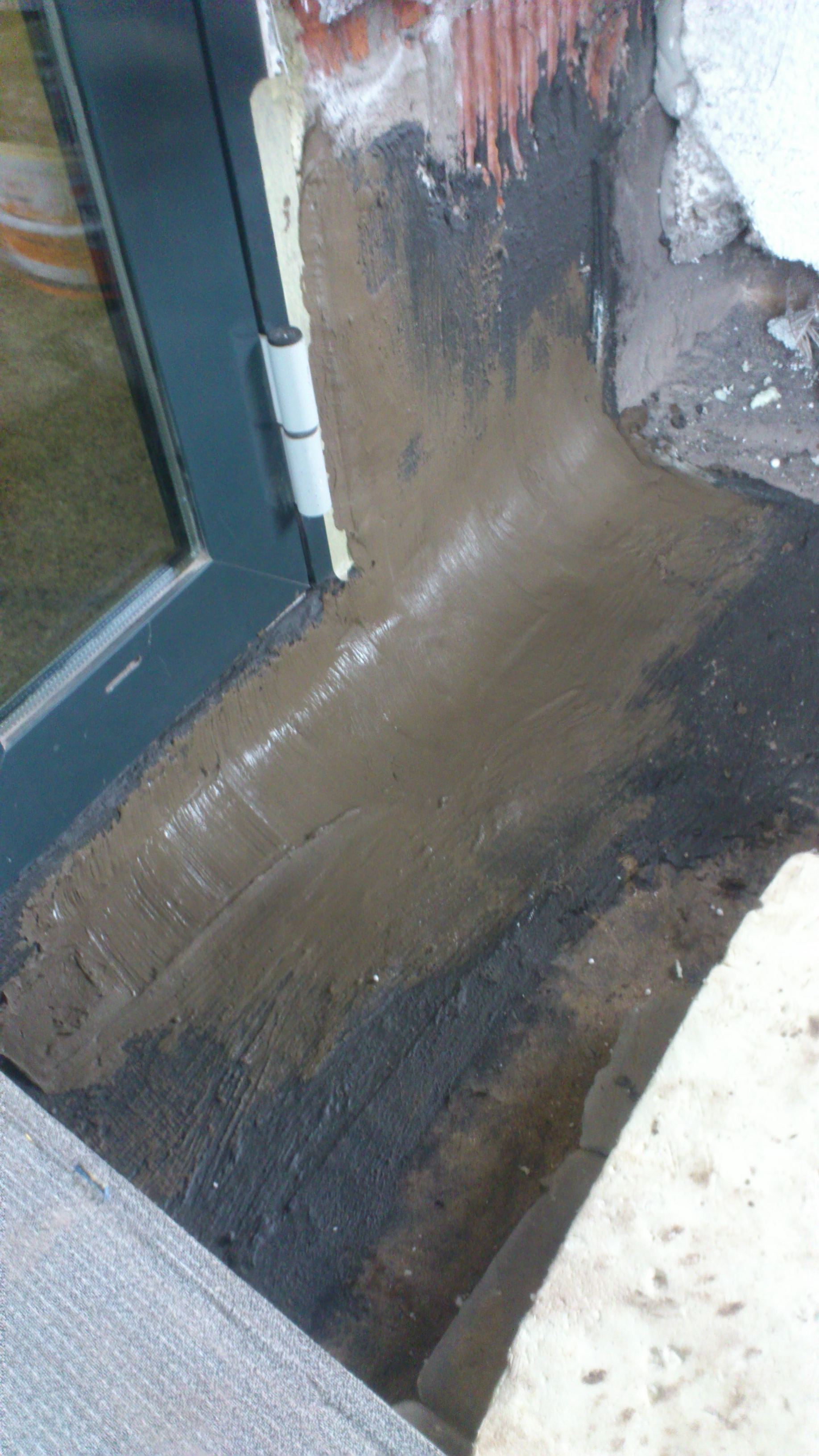
Faseta osuszająca mur do budynku

Faseta – pojęcie wieloznaczne, używane w budownictwie i jubilerstwie.
Inaczej faza – ukos, ucios, skośne ścięcie narożnika lub graniastej krawędzi, w celu ochrony przed uszkodzeniem od przypadkowego uderzenia.
- W budownictwie faseta (faska):

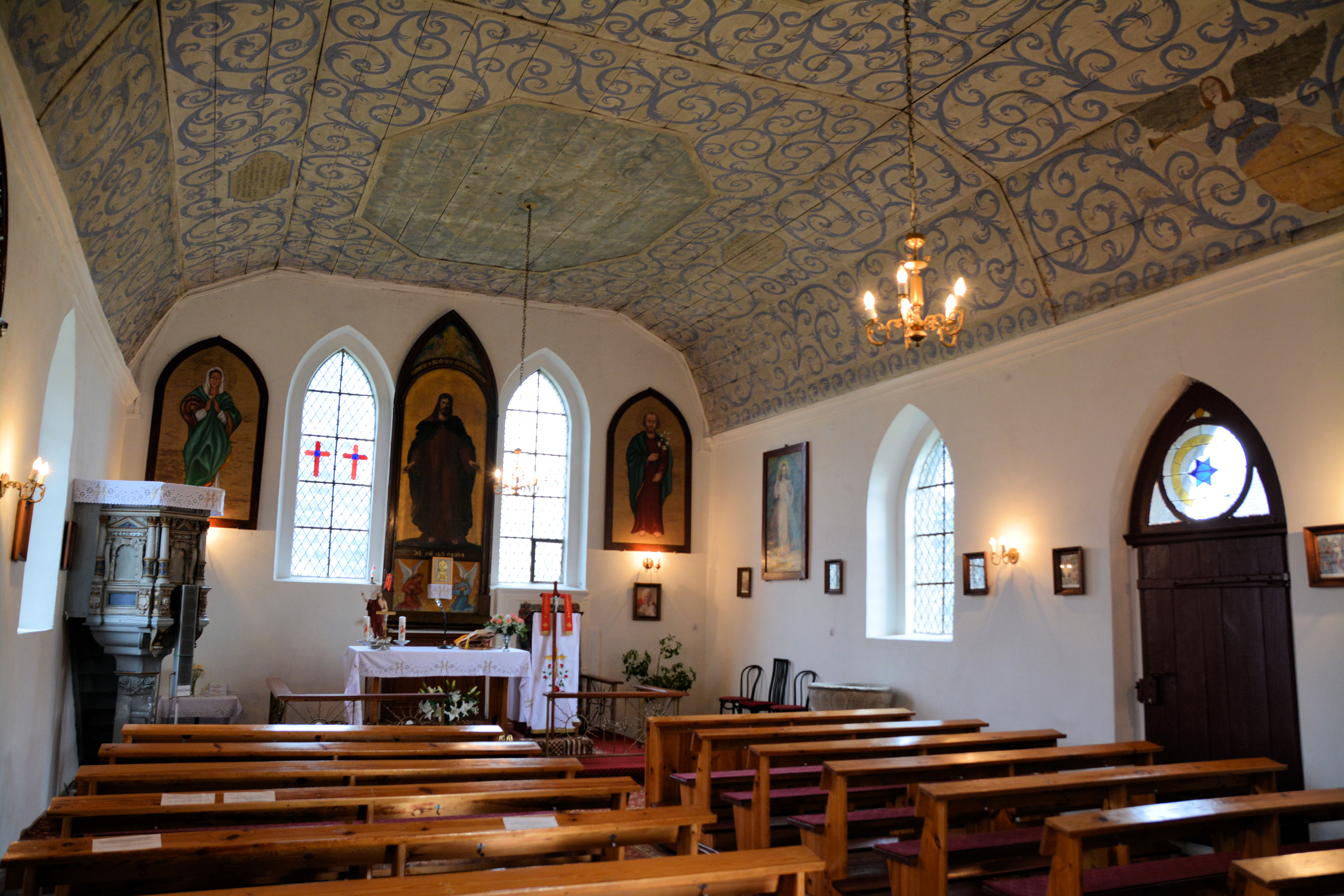
Dwufazowa faseta w kościele św. Michała Archanioła w Mechowie

  - wklęsły narożnik między prostopadłymi ścianami,
  - wyokrąglone albo skośnie ścięte naroże lub też ozdobny gzyms na połączeniu ściany i sufitu lub ściany i posadzki[2].
- W jubilerstwie to oszlifowana powierzchnia kamienia szlachetnego. Przykładowo pełny klasyczny szlif brylantowy posiada 58 faset (lub 57 jeżeli kolet – szpic podstawy – nie został ścięty).
- W informatyce faseta to jeden z aspektów danych, według których można filtrować te dane. Patrz: Nawigacja fasetowa.